# Cessna 206

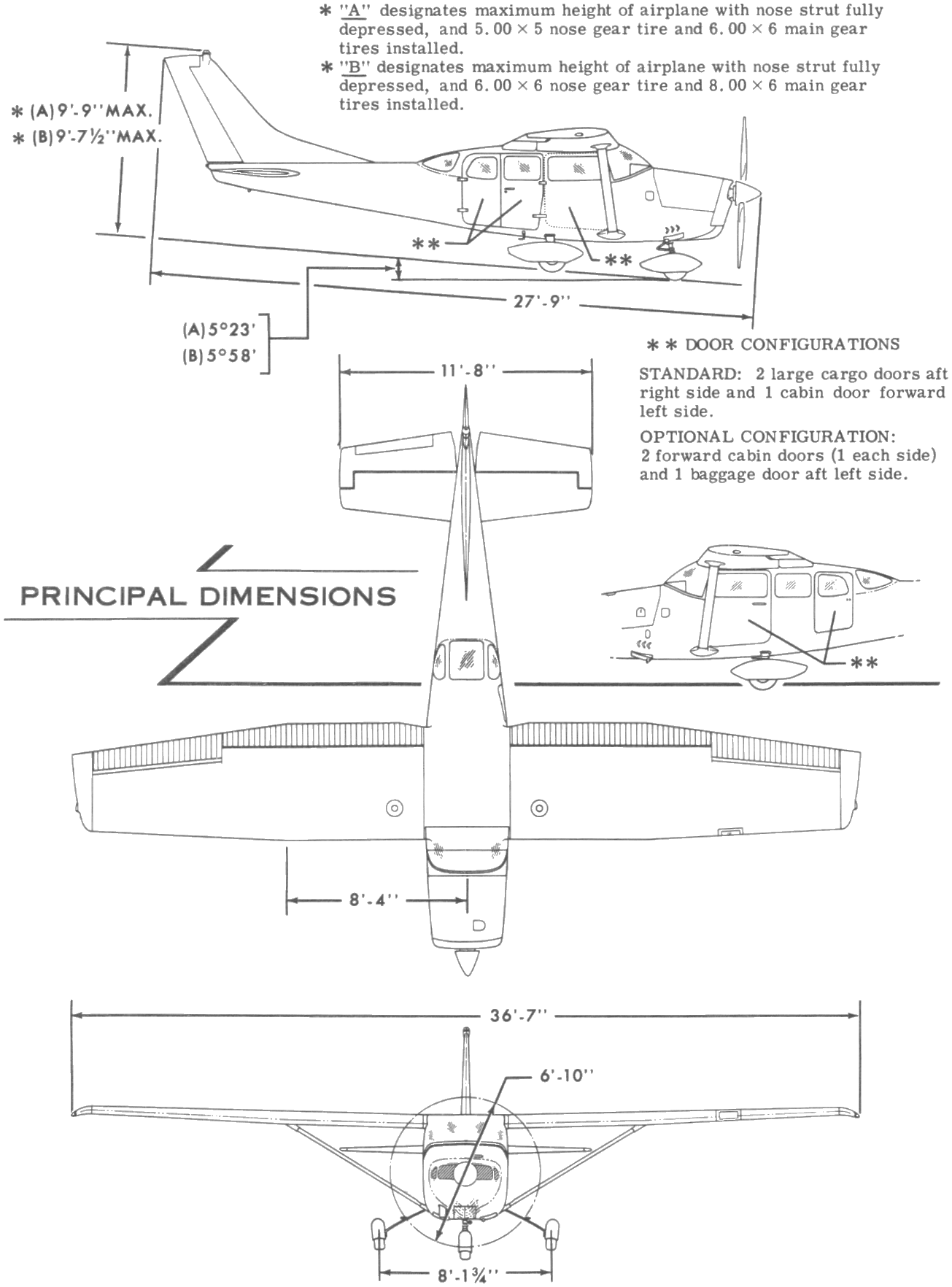
Cessna TU206A Super Skywagon

Bei den Cessna-Typen 205 und 206, auch bekannt als „Super Skywagon“, „Super Skylane“ und „Stationair“, handelt es sich um eine Familie von sechssitzigen einmotorigen Leichtflugzeugen mit festem Fahrwerk, die für die kommerzielle Nutzung konstruiert wurde, sich aber auch zu einer beliebten Typenreihe für Privatpiloten entwickelte.
Sie wurde als Abwandlung der erfolgreichen Cessna 210 entwickelt, die im Gegensatz zur 206er-Familie über ein Einziehfahrwerk verfügt.
Die Kombination aus zuverlässigem, starken Triebwerk (191–228 kW/260–310 PS), robuster Konstruktion und großer Kabine mit einfachem Zugang durch große Türen etablierte die Cessna 206 schnell als erfolgreiches Buschflugzeug. In dieser Funktion wird sie auch häufig mit Schwimmern oder Skiern für den Betrieb auf dem Wasser bzw. Schnee und Eis ausgestattet. Weitere kommerzielle Anwendungsbereiche sind die Luftbildfotografie und das Absetzen von Fallschirmspringern.
Die Produktion begann 1962 und lief zunächst bis 1986. Im Jahr 1998 wurde die Produktion mit leichten Modifikationen erneut aufgenommen. Insgesamt wurden mehr als 7800 Cessna 205 und 206 gebaut. Von 1968 bis 1985 wurden auch insgesamt 788 Stück der verlängerten Version Cessna 207 unter den Namen „Skywagon“, später „Stationair“, gebaut.

## Entwicklung und Versionen

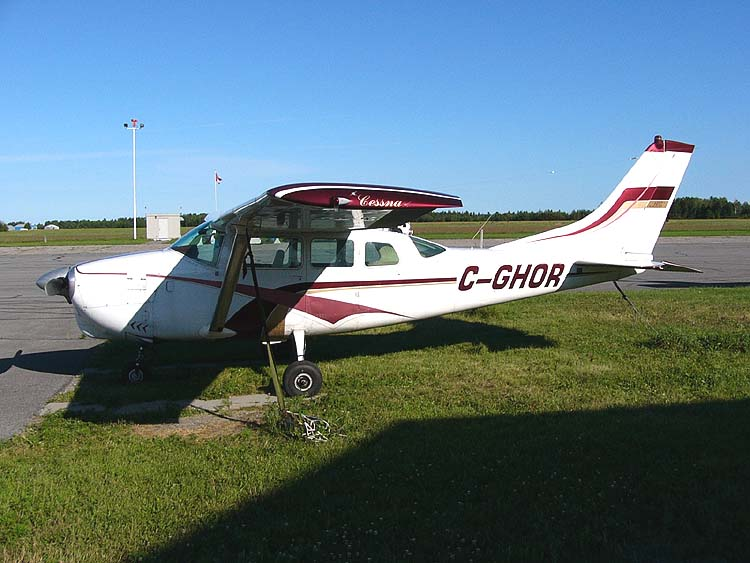
Cessna 205

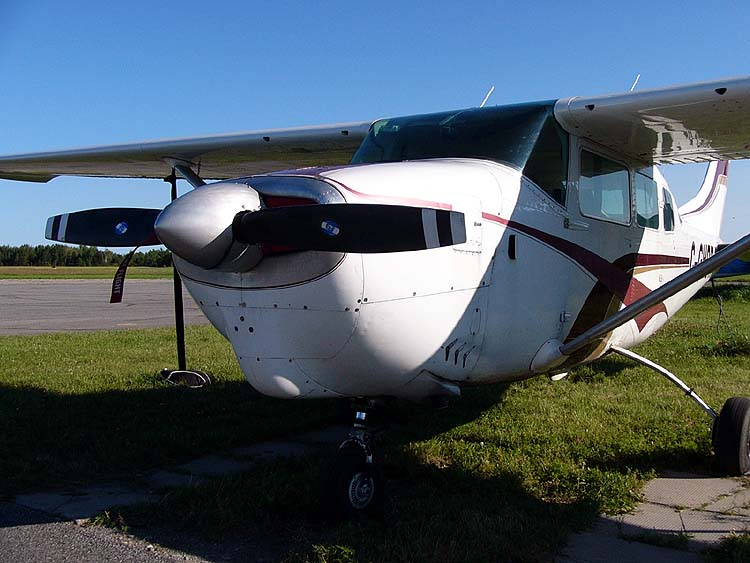
Cowling einer Cessna 205 mit der typischen Ausbuchtung

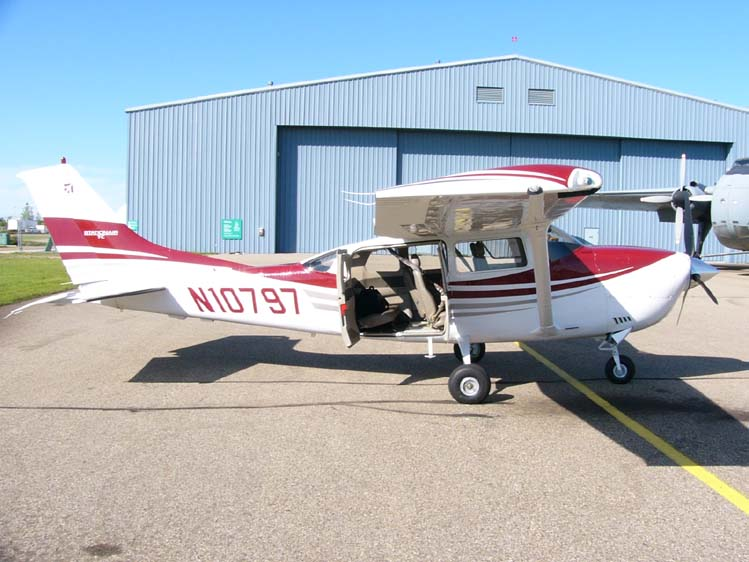
Zweigeteilte hintere Kabinentür einer Cessna T206H Stationair

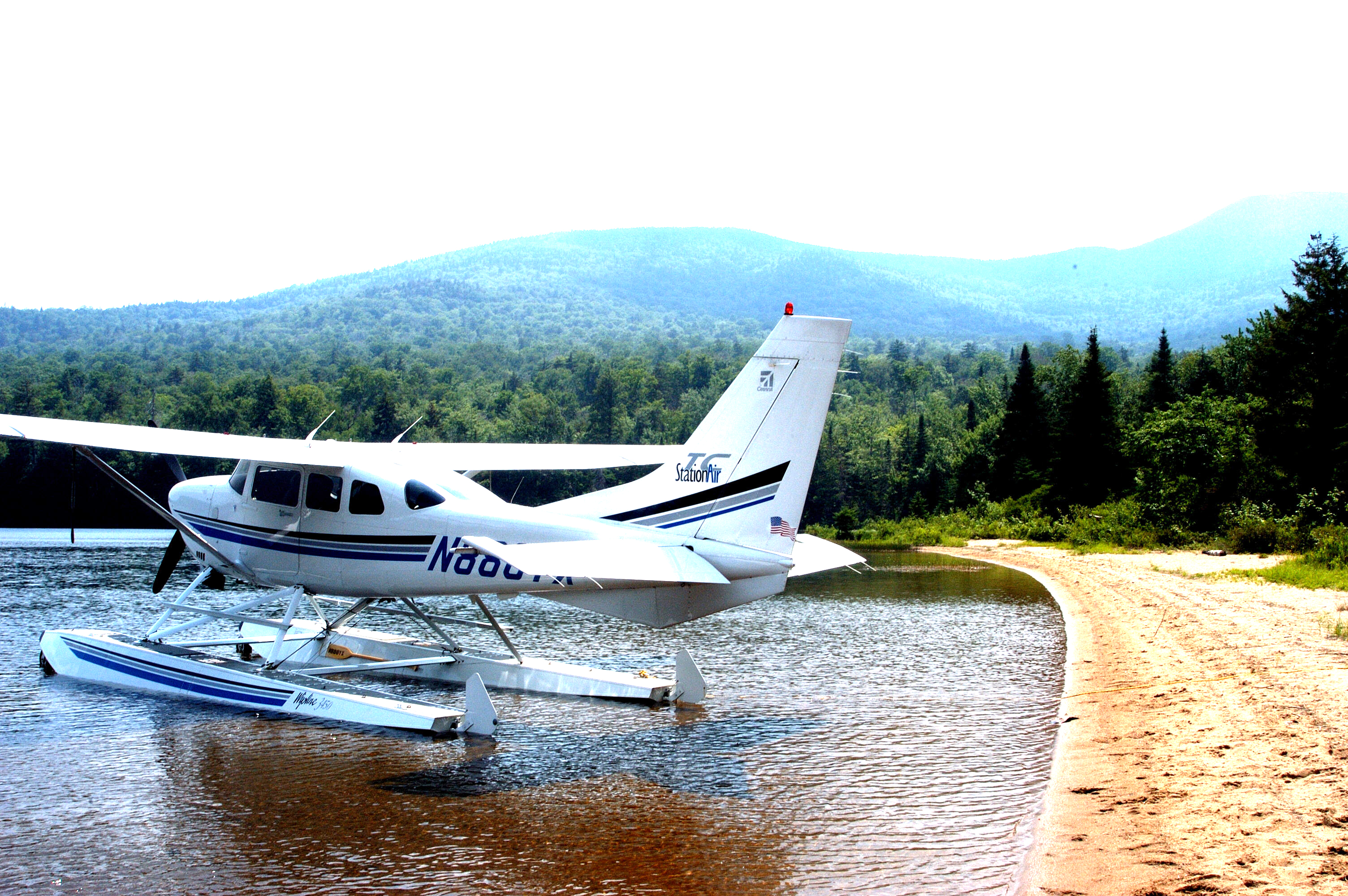
Cessna T206H Stationair auf Schwimmern

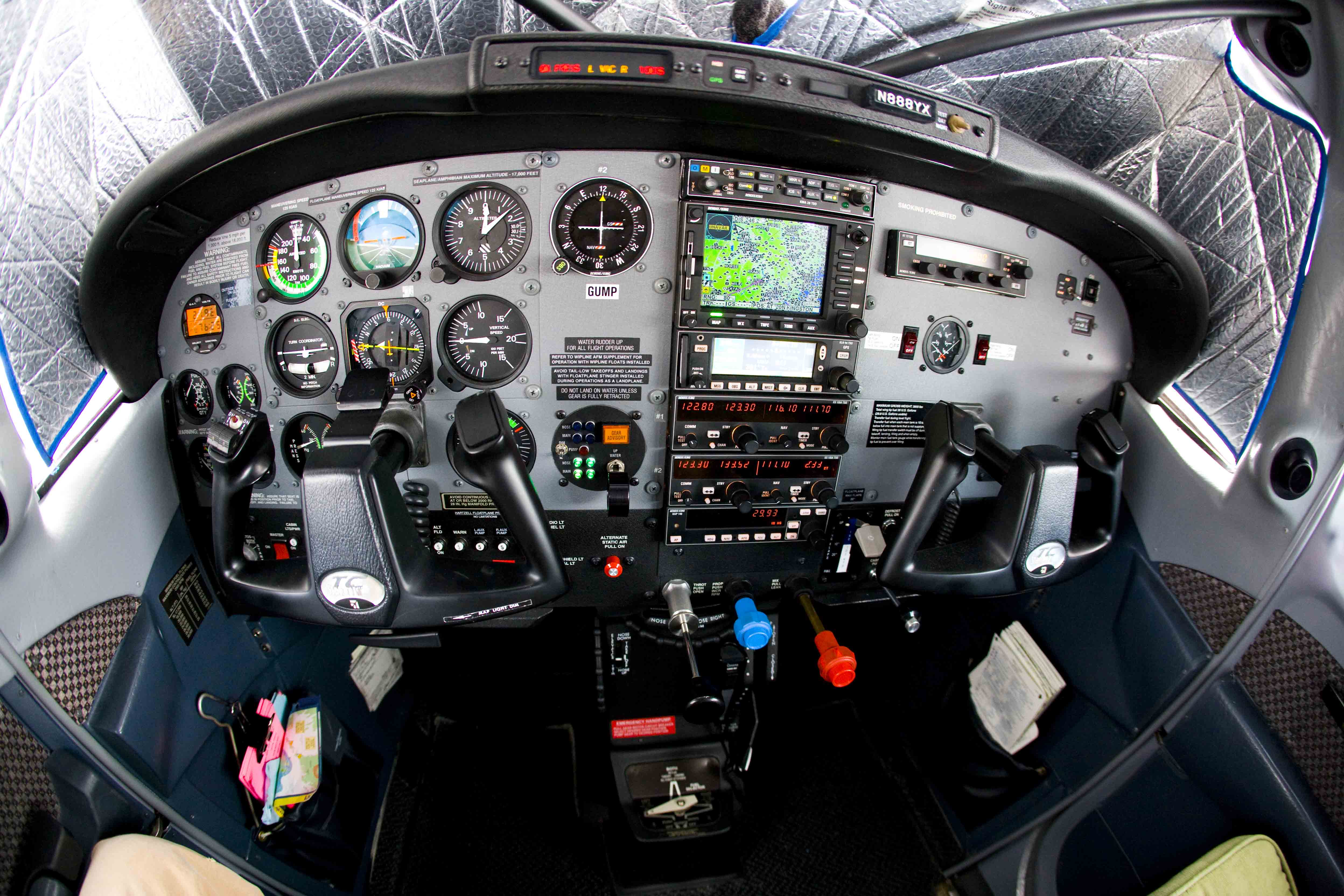
Instrumentenbrett eines Cessna T206H Amphibiums

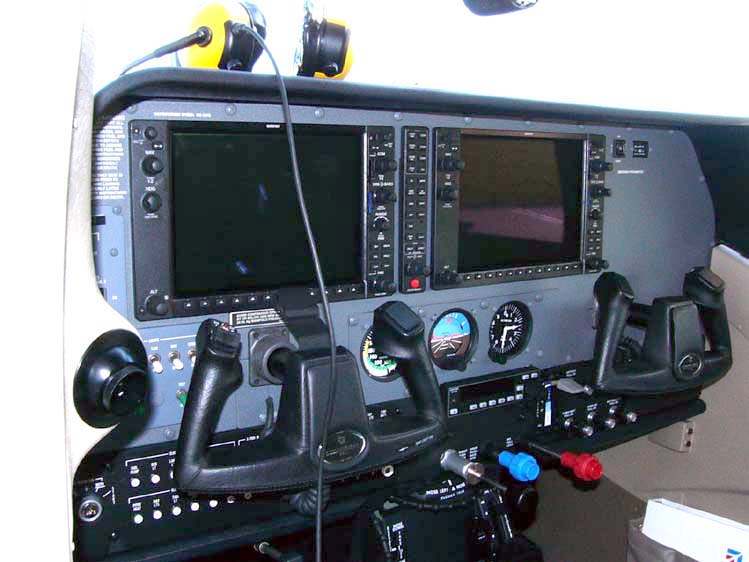
Cessna T206H Stationair Instrumentenbrett mit Garmin G1000 „Glascockpit“

### Cessna 205
Die sechssitzige Cessna 205 wurde Ende 1962 als erster Typ der 206er-Familie vorgestellt.
Es handelte sich im Wesentlichen um eine Cessna 210 mit festem Fahrwerk und einigen Änderungen bei Piloten- und Passagiertüren. Obwohl das Fahrwerk nun nicht mehr einziehbar war, wurde die Motorverkleidung der Cessna 210 mit ihrer typischen Ausbuchtung zur Aufnahme des Bugrads beibehalten. Dieses Detail sollte erst mit dem Erscheinen der 206 verschwinden. Die offizielle Typenbezeichnung war „Model 210-5“.
Die 205 wurde von einem Continental IO-470-S-Sechszylinder mit 191 kW (260 PS) angetrieben.
Von der 205 wurden 576 Exemplare gefertigt (nur in den Jahren 1963 und 1964). Danach erfolgte die Ablösung durch die 206.

### Cessna 206
Die 206 wurde im Modelljahr 1964 vorgestellt und bis 1986 gebaut. Im Jahr 1998 wurde die Fertigung wieder aufgenommen und läuft auch in heutiger Zeit weiter (Stand 2020).
Die wichtigste Änderung dürfte der Wechsel zu Lycoming-Triebwerken gewesen sein, die erheblich längere Kontrollintervalle innerhalb der maximal 2000 Stunden Betriebszeit ermöglichten und so die Betriebskosten der 206 deutlich senken halfen.
Die 206 wurde in vielen Varianten gefertigt, deren bekannteste die U206 und die P206 waren. Sie wurden nach den amerikanischen CAR3-Standards zertifiziert, 206H nach 'FAR Part 23'.
Cessna bot drei unterschiedliche Ausstattungsvarianten für die Kabine an, die von elegant bis robust reichten.
Zwischen 1964 und 2004 wurden 6581 206er gefertigt.

#### Cessna U206
Die 1964 eingeführte U206 wurde von einem 210 kW (285 PS) starken Continental IO-520-A angetrieben. Das 'U' steht für 'utility' (Nutzflugzeug). Die U206 erhielt eine Pilotentür auf der linken sowie eine große zweigeteilte Tür auf der rechten Seite, die den Zugang zu den hinteren Sitzen bzw. das einfache Laden sperriger Güter ermöglichte.
Für den Einsatz in größeren Flughöhen wurde die TU206 eingeführt, die mit einem turbogeladenen Continental TSIO-520-C-Triebwerk mit ebenfalls 210 kW (285 PS) ausgestattet wurde. Nach 1967 wurde die TU206 von einem TSIO-520-F mit 221 kW (300 PS) Startleistung ausgestattet. Diese durch höhere Drehzahl erreichte Mehrleistung durfte maximal fünf Minuten beibehalten werden, die maximale Dauerleistung lag ebenfalls bei 210 kW. In Verbindung mit dem großen Propellerdurchmesser konnte die Drehzahlsteigerung kaum in Mehrleistung umgesetzt werden, da die Propellerspitzen bereits im Überschallbereich drehten. Die Folge war eine kaum wahrnehmbare Leistungssteigerung in Verbindung mit einer unangenehmen Geräuschentwicklung.
Zwischen 1964 und 1969 wurde die U206 auch als „Super Skywagon“ bezeichnet. Ab 1970 änderte sich die Bezeichnung in „Stationair“, in Anlehnung an „Station Wagon of the Air“ (etwa ‚Kombi der Lüfte‘), was die Fähigkeiten des Typs recht gut umschreibt.
Die U206 wurde in verschiedenen Varianten von U206 bis U206G gefertigt.
Im Jahr 1977 erhielt die U206 einen Continental IO-520-F mit 221 kW (300 PS) Dauerleistung (die bereits bei niedrigeren Drehzahlen als bei der TSIO-520-F-Version des Triebwerkes erreicht wurde) und der die Leistung nun auch tatsächlich verfügbar machte. Die Turbovariante TU206 erhielt nun ein TSIO-520-M-Triebwerk mit 228 kW (310 PS).

#### Cessna P206
Im Jahr 1965 wurde die P206 aufgelegt, wobei das ‚P‘ hier für ‚People‘ (Personen) stand. Die Kabinentüren hatten hier die gleiche Anordnung wie bei der Cessna 210.
Die P206 wurde zwischen 1965 und 1970 produziert und wurde von einem Continental IO-520-A mit 210 kW (285 PS) angetrieben. Auch von der P206 gab es eine Turboversion (TP206), die von einem Continental TSIO-520-A mit ebenfalls 210 kW angetrieben wurde.
Von der P206 wurden 647 als Super Skylane produziert. Das könnte den Eindruck entstehen lassen, dass es sich hier um eine Variante der Cessna 182 Skylane handelt, was jedoch nicht der Fall ist. Die P206 wurde in den Varianten P206 bis P206E gebaut.

#### Cessna 206H
Nachdem die Produktion 1998 nach einer zwölfjährigen Pause wieder aufgenommen worden war, erschien die überarbeitete Cessna 206H. Sie weist große Übereinstimmungen mit der U206 auf und wird als Stationair vermarktet.
Die 206H wird nun von einem Lycoming IO-540-AC1A mit 221 kW (300 PS) angetrieben, die Turboversion von einem Lycoming TSIO-540-AJ1A mit 228 kW (310 PS).
Obwohl die Cessna 206H in den USA als Sechssitzer zugelassen ist, darf sie in Kanada aus Sicherheitsgründen nur maximal fünf Personen aufnehmen. Grund dafür ist, dass die hintere Kabinentür bei ausgefahrenen Landeklappen nicht bzw. nur in einem sehr umständlichen Verfahren zu öffnen ist.
Sowohl die 206H und die T206H werden auch 2008 noch produziert. Bis Ende 2004 wurden 221 Stück der 206H und 505 Exemplare der T206H gefertigt. Ende 2014 bot Cessna nur noch die Turbo Stationair an.
Für eine Neuauflage der P206 sah Cessna keinen Markt mehr.

### Cessna 207

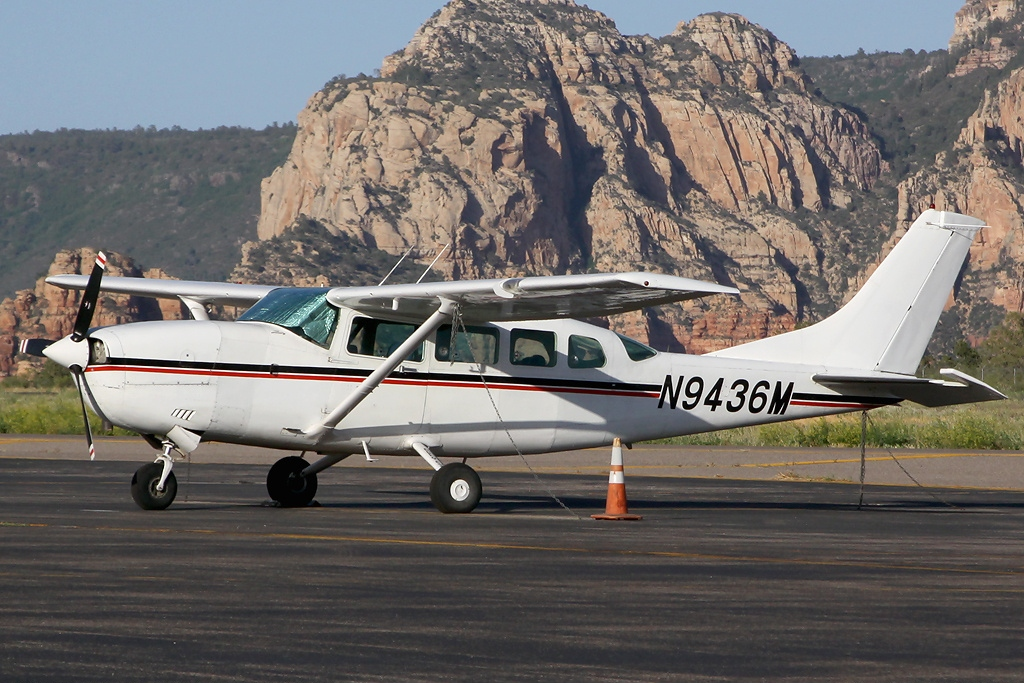
Die längste Version: Cessna T207A Stationair 8

Die Cessna 207 wurde aus der sechssitzigen Cessna 206 heraus entwickelt, um über sieben Sitze verfügen zu können (später acht). Insgesamt wurde der Rumpf der Cessna 207 gegenüber der 206 um etwa 114 cm verlängert. Die Handhabung der Maschine wurde dadurch hinsichtlich Wenderadius und Landetechnik erschwert.
Die 207 wurde im Modelljahr 1969 eingeführt und mit einem Continental IO-520-F mit 221 kW (300 PS) ausgestattet; die Turboversion erhielt den gleichen Motor wie die TU206.
Zunächst wurde die 207 unter dem Namen Skywagon vermarktet. 1978 wurde der Name in Stationair 7 geändert und 1980 – nach der Zulassung für acht Sitze – schließlich in Stationair 8. Insgesamt wurden 788 Cessna 207 hergestellt. Die 207 wurde häufig von Lufttaxi-Unternehmen auf Kurzstrecken eingesetzt, auf denen die gesamte Sitzkapazität genutzt werden konnte. Nur wenige Cessna 207 gelangten in Privatbesitz.

## Betreiber

### Militärische Betreiber
- Argentinien
- Bolivien
- Chile
- Costa Rica
- Dschibuti
- Guyana
- Indien
- Israel
- Mexiko
- Malaysia
- Osttimor
- Paraguay
- Peru
- Philippinen
- Uruguay
- Venezuela

## Zwischenfälle
Am 1. Mai 2023 stürzte eine Cessna U206G, am Weg nach San José del Guaviare, in Kolumbien wegen Motorschadens im Regenwald in die Bäume und blieb kopfüber hängen. Der Pilot, die Mutter und ein weiterer Indigener wurden nach 16 Tagen tot in der Umgebung des zwei Tage zuvor entdeckten Wracks aufgefunden. Ihre vier Kinder im Alter von 4, 9 und 13 Jahren und 11 Monaten – vom indigenen Volk der Huitoto und daher urwalderfahren – wurden nach groß angelegter Suche erst 40 Tage nach dem Unfall lebend gefunden.